# エリック・ムサンバニ
エリック・ムサンバニ・マロンガ（Eric Moussambani Malonga、1978年5月31日 - ）は、赤道ギニアの競泳選手。愛称は「うなぎのエリック (Eric the Eel)」。
2000年シドニーオリンピック時点での日本国内では姓のムサンバニを“モーサンバーニー”と表記していた。
そのオリンピックの100m自由形予選でムサンバニはその名を知られることになった。ムサンバニは溺れかけながらも必死になって100mを泳ぎ切り、その様から一躍世界中の人気者となった。

## 人物
ムサンバニは元々、バスケットボールの選手だったが、国の幹部の要請を受けてオリンピック水泳競技にある各国男女一人ずつの特別出場枠を使い、100m自由形で出場。赤道ギニアにはスポーツ選手が十分に練習できる施設が無く、ムサンバニが注目を浴びることでそれを作るための支援が受けられるかもしれないという目論見からであった。
オリンピック予選本番に際して、ムサンバニの水泳経験はたった8ヶ月しかなくターンの練習も殆どしていなかった。しかも、赤道ギニア国内にある最も長いプールはホテルにある17mのもので、ムサンバニはこのプールを（一日数時間だけ）借りて練習していたため、出場するまで50mプールを見たことがなかった。さらに、ムサンバニと同じ組で泳ぐはずだったニジェールとタジキスタンの選手がフライングにより失格となり、観衆の注目を一人で浴びて泳ぐ羽目になってしまった。
ムサンバニのフォームは泳ぐのがやっとというようなものであったが、結局100mを泳ぎ切ったばかりか1分52秒72というタイムにより、赤道ギニアの国内記録を更新しその名を世界に馳せることになった。これは、当時の100m世界記録（48秒18）の2倍以上のタイムであり、当時の200mの世界記録よりも1896年アテネオリンピックの3位入賞者よりも遅かった。このため、記録的にはオリンピックのワースト記録を更新さえしている。当然予選通過はならなかったが、最後まで諦めずに泳ぎ切ったことで観衆に感動を与え、「参加することに意義がある」というピエール・ド・クーベルタン男爵の言葉の体現者の一人となった。
マスコミのインタビューによって上記の厳しい練習環境が知られると、国の目論見通りに様々なスポンサーが付き、競泳用具や金銭面などの援助が受けられることとなった。そしてプールより環境の良い川でトレーニングを重ね、翌年の世界選手権ではそれなりに様になった泳ぎを見せるようになり、2004年アテネオリンピックにはビザの問題があったため参加できなかったものの、4年間のトレーニングの成果もあって、57秒を切るタイムを記録した。
なお、シドニーオリンピックでは競泳女子でパウラ・バリラ・ボロパも赤道ギニア代表として50メートル自由形に出場している（タイムは1分3秒97）。